# 審判書記官
審判書記官（しんぱんしょきかん）は、日本の特許庁における審判事件において調書の作成及び送達に関する事務を行う特許庁の職員である。

## 概要
特許法は第144条の2第1項において、「特許庁長官は、各審判事件（中略）について審判書記官を指定しなければならない。」と規定しており、その職務については同条第4項で、「審判書記官は、審判事件に関し、調書の作成及び送達に関する事務を行うほか、審判長の命を受けて、その他の事務を行う。」としている。また、特許法第144条の2の規定は、実用新案法（第41条）、意匠法（第52条）、商標法（第56条第1項）において準用されており、審判書記官は、特許だけでなく、実用新案、意匠、商標の審判事件の事務も行うこととされている。

## 資格
審判書記官の資格については、特許法第144条の2第2項において政令で定めるとされており、これを受けて特許法施行令第6条に、所定の職務の級にあり、所定の研修課程を修了した者で、以下の条件を満たす者が審判書記官の資格を有すると規定されている。
- 通算して5年以上特許庁において工業所有権に関する事務に従事した者
- 審判の手続に関し上記の者と同等以上の学識経験を有すると認められる者